# Plasma (Theatergruppe)

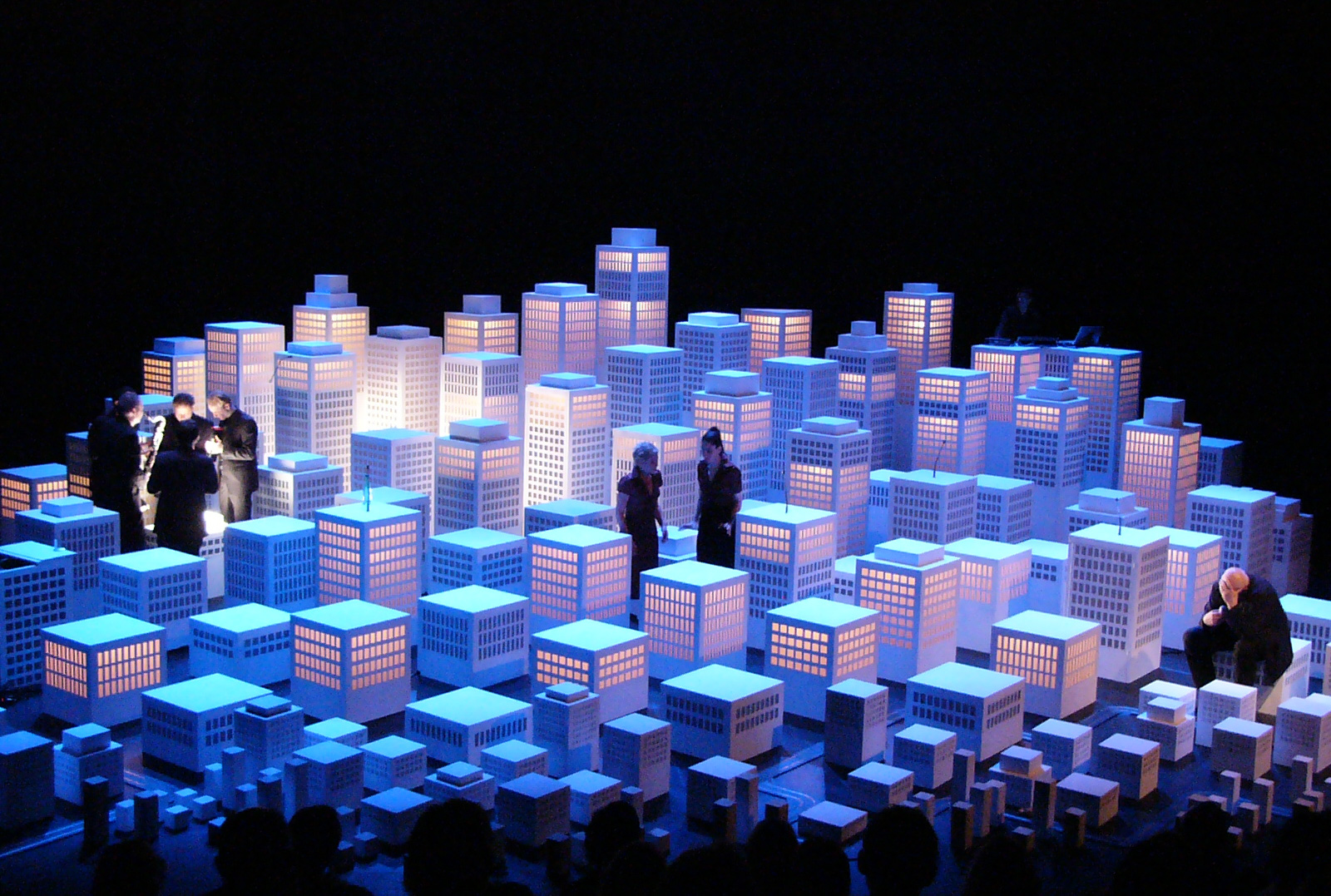
„WALK DON’T WALK“ PLASMA-Projekt 11, Regie: Lukas Bangerter

Plasma ist eine Schweizer Theatergruppe. Sie wurde im Jahr 2000 von den Mitgliedern Lukas Bangerter (Regie, Text, Bühne) und Wowo Habdank (Schauspiel) gegründet.
Die Ästhetik von Plasma bewegt sich an den Grenzen zwischen Theater, Musik und bildender Kunst. Die Theaterprojekte zeichnen sich durch eine eigenwillige Handschrift aus: vielschichtig, und doch reduziert in den Mitteln, technikaffin und musikalisch. Die präzisen Partituren scheinen lustvoll mit den Möglichkeiten des Mediums Theater zu spielen und setzen Licht, Ton, Aktion und Sprache als gleichberechtigte Mittel in einem Gesamtkunstwerk ein.
Ein Schwerpunkt der Arbeit von Plasma war seit Beginn der Versuch, Sprache zu befreien von ihrer alleinigen Aufgabe, Information zu transportieren. Die Inszenierungen von Lukas Bangerter sind keine linearen Abhandlungen. Sie können sowohl als lebende Installationen als auch als szenische Konzerte gelesen werden und zeugen vom Willen, Form zum Inhalt zu machen und Inhalt zur Form. Text und Bühnenbild stammen immer von Lukas Bangerter.
Plasma wird regelmäßig zu internationalen Festivals eingeladen. Neben den Wiener Festwochen, dem Theaterfestival IMPULSE, dem Seoul Performing Arts Festival in Korea, dem Theaterfestival Fadjr in Teheran, Baltic Circle in Helsinki, Reminiscencje Teatralne in Krakau, Spielart in München und euro-scene in Leipzig, zeigten unter anderen auch Festivals und Spielorte in Ljubljana, Mumbai, Neu-Delhi, Dresden, Berlin, Seoul, Oslo, Skopje und Dublin seine Arbeiten.

## Bisherige Produktionen
- Plasma 1 – Der Tanz der Honigbiene
- Plasma 2 – Palast um vier Uhr früh
- Plasma 3 – INTERFERENZ
- Plasma 4 – Ödipus
- Plasma 5 – BLUE MOON
- Plasma 6 – DELIRIUM
- Plasma 7 – Macbeth
- Plasma 8 – TIP OF THE TONGUE
- Plasma 9 – RANDOM
- Plasma 10 – OBDUKTION
- Plasma 11 – WALK DON’T WALK
- Plasma 12 – LIVE
- Plasma 13 – ID
- Plasma 14 – CREDO